# Domingo Cavallo
Domingo Felipe Cavallo (San Francisco, Córdoba; 21 de julio de 1946) es un economista y político argentino que ejerció como ministro de Economía de la Nación entre 1991 y 1996; y entre marzo y diciembre de 2001.
En su actividad política, fue subsecretario de Desarrollo de Córdoba (1969-1970), director y vicepresidente del Banco Provincia de Córdoba (1971-1972), subsecretario del Ministerio del Interior (1981), presidente del Banco Central de la República Argentina durante julio y agosto de 1982, diputado nacional (1987-1989) y ministro de Relaciones Exteriores (1989-1991).
Fue ministro de Economía de la Nación bajo el gobierno de Carlos Menem durante el periodo 1991-1996. Reconocido por su plan económico de estabilidad cambiaria basado en la Ley de Convertibilidad del Austral que fijaba la paridad entre el peso argentino y el dólar («uno a uno»). Este plan logró detener la inflación que en 1990 estuvo arriba de 2000 % anual. La inflación disminuyó hasta llegar a valores de entre 0 %-2 % anual y se mantuvo estable hasta la salida de la convertibilidad.
En 1992 fue elegido «Ministro de Finanzas del Año» por la revista Euromoney y "Hombre del Año" por LatinFinance. En 1995, siendo ministro denunció corrupción en el gobierno de Menem.
Fue diputado nacional por la Capital Federal (1997-1999). Fue candidato a presidente en 1999 obtuvo el tercer puesto con 10 % de los votos; y candidato a Jefe de Gobierno en el 2000, obtuvo el segundo lugar con 33 % y pasó a un balotaje contra Aníbal Ibarra, del que al fin se retiró.
En 2001, bajo la presidencia de Fernando de la Rúa, asumió el cargo de Ministro de Economía con la mejor imagen en el país (50 %). Ante una corrida bancaria instauró una medida conocida como Corralito, que limitaba los retiros de efectivo.

## Biografía

### Sus comienzos
Como el mayor de tres hermanos, nació en el seno de una familia de clase trabajadora en San Francisco, Córdoba. En esa ciudad cursó sus estudios primarios y secundarios, esto último en la sección comercial de Colegio Nacional San Martín, donde su buena predisposición para el estudio le permitieron dar con éxito el cuarto año libre, y su naturaleza entusiasta e hiperactiva participar en el centro de estudiantes.
Estudió en la Facultad de Ciencias Económicas de la Universidad Nacional de Córdoba, donde fue miembro del claustro estudiantil (1965-1966). Militando en la agrupación católica "Ateneo Universitario", resultó electo representante de los estudiantes en el Consejo Directivo de la facultad, contando para ello con la colaboración de un joven estudiante peronista: el futuro gobernador de Córdoba, Juan Schiaretti.
En 1967, algo demorado por haber adherido de modo entusiasta a las medidas de fuerza contra el gobierno de Juan Carlos Onganía tras la llamada Noche de los Bastones Largos, recibió con honores el título de contador público.
En 1968 se recibió de economista, doctorándose en Economía en solo dos años, en 1970, a la edad de veinticuatro años. Fue profesor de Estadística, Econometría y Economía Argentina en la Universidad Nacional de Córdoba desde 1968 hasta 1974 y desde 1978 hasta 1980. Fue profesor en la Universidad Católica de Córdoba. En 1970, a los veinticuatro años fue nombrado Director del Banco de Córdoba y luego su vicepresidente. En 1977 logró un segundo doctorado, esta vez por la Universidad Harvard (Estados Unidos). Ha sido galardonado con numerosos doctorados honoris causa de universidades como la Università di Bologna, la Universidad de París I Panthéon-Sorbonne (1999), la Universidad de Turín, la Universidad Ben Gurion y la Universidad de Génova. Es miembro de la Real Academia de Ciencias Morales y Políticas. Es miembro del G30.

### Sus primeros pasos como economista y funcionario
Tras recibirse de contador, ingresó de inmediato, como investigador júnior –y ya del todo ajeno a la creciente radicalización política de los jóvenes de la época– a la Regional Córdoba de la Comisión Nacional de Desarrollo, un órgano creado en 1961 por el presidente Arturo Frondizi. En paralelo a este puesto técnico, comenzó a trabajar en el asesoramiento de empresarios cordobeses, germen de lo que será la Fundación Mediterránea. 
En 1969, de la mano del Comodoro (RE) Roberto Huerta, recién asumido como Interventor Federal de Córdoba tras el episodio del Cordobazo, llegó para Cavallo el primer puesto "político" (lo que motivó el repudio de sus antiguos compañeros de militancia universitaria, ya en su mayoría volcados a la izquierda): Subsecretario de Desarrollo del gobierno provincial (1969-1970). Desde allí, con su Sistema de Planeamiento y Plan para el Desarrollo, aun de carácter desarrollista, gana pese a sus escasos 23 años un reconocimiento intelectual suficiente como para ser confirmado en esa cartera por las intervenciones que sucedieron a la de Huerta; hasta que, en buenos términos, presentó su renuncia, en 1970.
En 1971 fue designado Director del Banco de la Provincia de Córdoba, y en 1972 ascendido a vicepresidente de dicha entidad. Con el retorno de la democracia y la victoria peronista en 1973, Cavallo debió dejar la función pública, concentrándose en sus cátedras de la Universidad Nacional de Córdoba y la Universidad Católica. 
Más tarde accedería a la subsecretario del Ministerio del Interior del gobierno nacional, y presidente del Banco Central de la República Argentina (1982) durante el final de la dictadura cívico militar (1976-1983).
En 1983 fue consejero económico cercano a José Manuel de la Sota. En 1987 fue elegido como diputado por Córdoba.

### Presidencia del Banco Central (1982)
El presidente de facto Reynaldo Bignone designó a Cavallo presidente del Banco Central de la República Argentina (BCRA) el 2 de julio de 1982. Lo acompañó como vicepresidente de la entidad el economista Rodolfo Campbell.
En 1981 el ministro de Economía, Lorenzo Sigaut, había dispuesto un seguro de cambio para las deudas externas de privados. Al producirse una devaluación importante las deudas se vieron reducidas en términos reales. Esto se sumó a la medida de Cavallo al frente del Central de poner topes a las tasas de interés en el sistema financiero, que resultaron inferiores a la inflación. Ambas medidas produjeron una «licuación de la deuda» de los privados. Cavallo justificó la medida de la siguiente manera:

“Estaban en situación generalizada de quiebra casi todos los sectores productivos (y esto) planteaba un estado de insolvencia en el sector financiero (...) en la medida en que (éste) había asistido a la actividad privada”
Domingo Cavallo

Cavallo renuncia el 26 de agosto de 1982. Su sucesor en el BCRA, Julio González del Solar, emitiría la circular A251 por la cual transfirió unos 17 000 millones de dólares de deuda de empresas privadas al Estado mediante, proceso conocido como "estatización de la deuda privada". A pesar de que la medida fue tomada luego de la renuncia de Cavallo, algunos periodistas y políticos lo han responsabilizado, llegó a ser investigado por la justicia. Cavallo ha negado su participación en la medida.

### Ministro de relaciones exteriores (1989-1991)

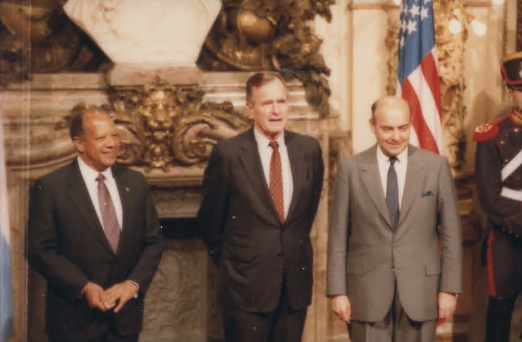
Cavallo con George H. W. Bush y Terence Todman en la Casa Rosada.

Como ministro de Relaciones Exteriores, en 1989 se reunió con el secretario de Relaciones Exteriores británico, John Major, en la primera reunión de este tipo desde el final de la guerra de las Malvinas siete años antes.
Cuando Menem entregó el Ministerio de Economía a ejecutivos de la firma Bunge y Born, Cavallo tuvo que esperar algunos años para poner en práctica sus teorías económicas. Como ministro de Relaciones Exteriores, fue fundamental en el realineamiento de Argentina con el Consenso de Washington propuesto por el presidente de los Estados Unidos, George H. W. Bush. Luego de dos picos más de hiperinflación, Menem puso a Cavallo al frente del Ministerio de Economía en febrero de 1991.

### Ministro de Economía (1991-1996)

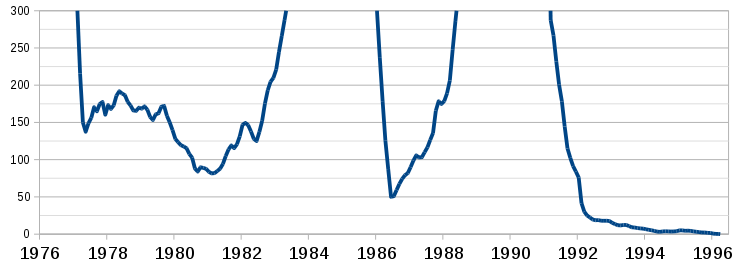
Inflación internaual en Argentina. Con la ley de convertibilidad (1991) la Argentina logró estabilidad monetaria por primera vez en 40 años.

Basado en el Instituto de Estudios sobre la Realidad Argentina y Latinoamericana (IERAL) ―think tank de la Fundación Mediterránea―, Cavallo preparó un equipo académico para tomar la administración de la Economía. En 1989 se incorporó al gobierno de Carlos Menem como ministro de Relaciones Exteriores y en 1991 ―en medio de una hiperinflación― asumió el cargo de ministro de Economía hasta 1996.
Impulsó la Ley de convertibilidad, que estableció un nuevo régimen cambiario, fijando el tipo de cambio en 10 000 australes igual a un dólar estadounidense, y luego, en 1992, en un peso igual a un dólar estadounidense. Dispuso que el 100 % de los billetes y monedas en circulación estuvieran respaldados por reservas en divisas del Banco Central, al cual se obligaba a comprar o vender la cantidad de divisas que el mercado solicitara. También prohibió que el Estado emitiera moneda para cubrir sus gastos, y la indexación de los contratos en pesos. Esta medida permitió detener la inflación y estabilizar la economía. El plan consistió en que el Banco Central debía mantener reservas en dólares por un valor mayor o igual a la base monetaria y mantener la equivalencia del peso de Argentina con el dólar estadounidense. Se permitió la celebración de contratos en otras monedas y se prohibió la emisión monetaria para financiar el gasto público.
En enero de 1992 Michel Camdessus, director del FMI, declaró que los resultados del plan económico eran "impresionantes" y pidió total apoyo de la comunidad bancaria internacional. Una encuesta mostró que tenía 57 % de aprobación, 12 puntos por encima del Presidente Menem. Ese año fue elegido Finance Minister of the Year (Ministro de Finanzas del año) por la revista Euromoney y Man of the Year (Hombre del año) por LatinFinance.
Entre fin de 1989 y 1995 la deuda pública neta del Estado Nacional bajó 3765 millones USD, de 96 472 millones a 92 707 millones, pero la deuda externa aumentó. En ese período el salario real aumentó un 29 %. El salario real de 1994 fue el máximo de los últimos 25 años.

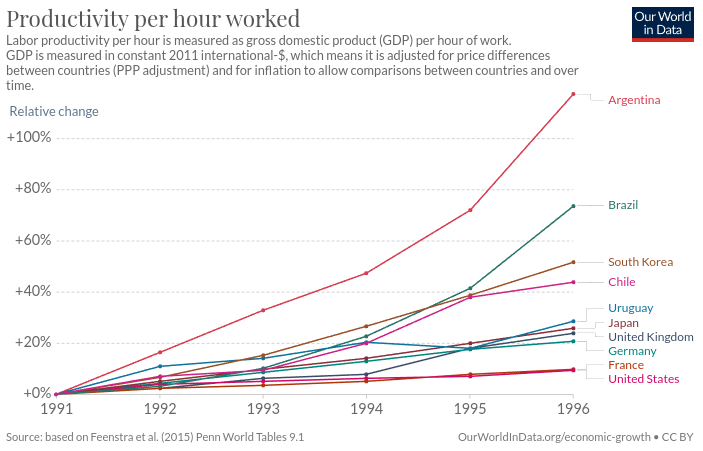
La productividad por hora trabajada entre 1991 y 1996 aumentó 117 %. Más que cualquier país con cualquier período de 5 años desde el inicio de la serie estadística en 1950.

Para reducir el déficit fiscal, Cavallo realizó ajustes en el Estado e impulsó la privatización de las empresas públicas deficitarias. En 1994 se aumentó la tasa del IVA del 18 al 21 por ciento (dispuesta en abril de 1994). Más allá de todas estas medidas, a partir de julio de 1996, el déficit fiscal se mantuvo constante, en el orden del 2 % del PBI.
Al asumir el Ministerio de Economía, la última medición de desocupación y pobreza del INDEC (octubre de 1990) en el GBA fueron de 6,0 % y 33,7 %. Al abandonar el Ministerio la última medición (mayo de 1995) fue de un 18 % de desocupación y un 26,7 % de pobreza, habiendo disminuido un 7 % la pobreza y aumentado un 12 % la desocupación. El aumento del desempleo contribuyó años más tarde a medidas de flexibilización laboral. En cuanto a la balanza comercial; la relación entre las importaciones y las exportaciones del país en los 11 años de convertibilidad, seis de ellos registraron un saldo negativo (con más importaciones que exportaciones). En esta etapa, el país llegó a tener tres años consecutivos de déficit comercial.
En 1996, después de que Cavallo denunciara hechos de corrupción que rozaban al gobierno e involucraban al empresario Alfredo Yabrán, el presidente Menem le pidió la renuncia y nombró en su lugar a Roque Fernández. Al renunciar, el New York Times publicó una nota favorable al exministro: «Pocas personas tienen la oportunidad de jugar un papel tan constructivo en la historia de su país como Domingo Cavallo».

### Elecciones legislativas de 1997
Cuando abandonó el gobierno, Cavallo creó en 1997 su partido político, Acción por la República, que participó en las elecciones legislativas de ese año, salió tercero con 3,84 % de los votos a nivel nacional, detrás de la Alianza, liderado por Fernando De la Rúa y el Partido Justicialista, liderado por Menem.  El partido obtuvo tres escaños en la Cámara de Diputados de la Nación.

### Elecciones presidenciales de 1999
En 1999 se presentó como candidato a presidente, y quedó en tercer lugar (10,2 %) después de Fernando de la Rúa (48,4 %) y Eduardo Alberto Duhalde (38,3 %).

### Elecciones para Jefe de Gobierno de Buenos Aires de 2000
Meses después de la derrota presidencial, en el 2000 se presentó junto a Gustavo Béliz en las elecciones para jefe de Gobierno de la ciudad de Buenos Aires, y fue derrotado (33,2 %) por parte de Ibarra-Felgueras de la Alianza (49,3 %). Como la Alianza no obtuvo el 50 % de los votos, tuvieron que pasar a segunda vuelta, pero Cavallo desistió de presentarse.

### Ministro de Economía (2001)

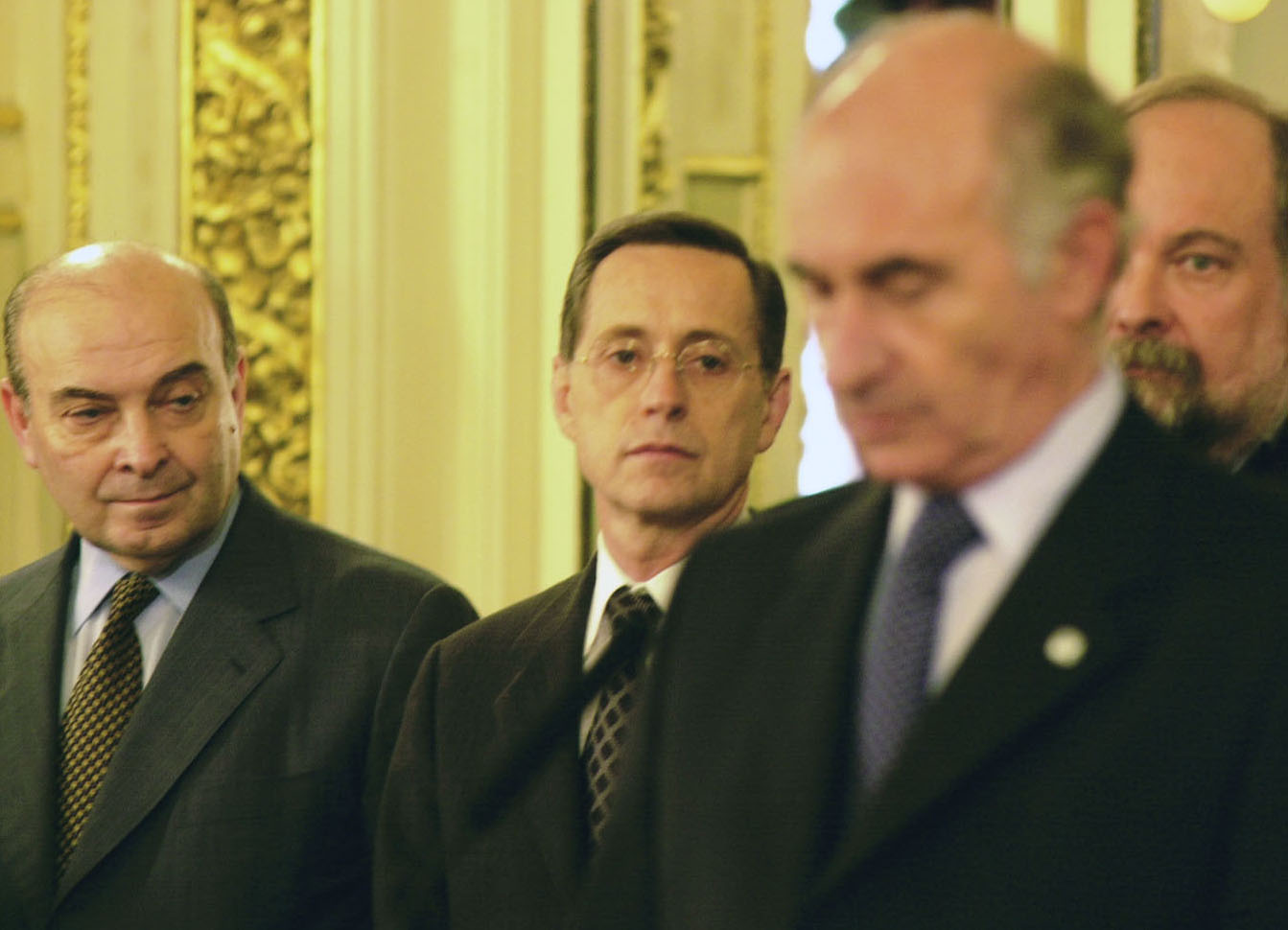
Domingo Cavallo junto a De la Rúa el 16 de diciembre de 2001.

En 2001, durante la presidencia de Fernando de la Rúa, tras el alejamiento de José Luis Machinea del Ministerio de Economía, se nombró al hasta entonces ministro de Defensa Ricardo López Murphy, quien duró dos semanas en el puesto debido al anuncio de medidas antipopulares, como el recorte de 1962 millones de pesos en gastos de la administración pública, pagar en doce cuotas el aguinaldo a las jubilaciones, eliminar becas y subsidios, las fuertes protestas lograron su renuncia. En este contexto, Cavallo fue llamado una vez más a ponerse al frente Ministerio de Economía. Una encuesta de la consultora Nueva Mayoría indicaba que el 72 % de la población estaba a favor de su nombramiento, y además que era el político medido con mayor imagen (50 %).
El peso de la deuda externa ahogaba al gobierno y aumentaba el déficit fiscal. Los bancos tenían una gran exposición con el gobierno nacional, y la duda de que el estado entrara en suspensión de pagos, alimentaba la posibilidad de una corrida bancaria. En diciembre de 2000, el ministro de Economía José Luis Machinea había negociado con el FMI un paquete de salvataje de cerca de 40 000 millones de dólares (denominado «Blindaje»), que postergaba pagos de capital e intereses, que fracasó. En marzo de 2001 comenzó la fuga de depósitos de los bancos.
Cavallo inició su gestión prometiendo un crecimiento anual del 5 %, rebajar impuestos distorsivos y reanimar la industria, en lo que se presentó como «Planes de Competitividad»; aprobó el impuesto a las operaciones bancarias y se efectuaron delegaciones de atribuciones del poder legislativo en el poder ejecutivo.
Sin embargo, los mercados reaccionaron tan mal como los organismos internacionales de crédito. En julio de ese año, Cavallo viró hacia una fuerte ortodoxia económica. Presentó un plan de «Déficit cero», con un nuevo recorte general de gastos en la administración pública, el riesgo país continuó en alza, y la agencia crediticia Standard & Poor's ubicaba, ya en noviembre, al país entre los de peor calificación de riesgo crediticio del mundo.
La resistencia al ajuste diseñado por Cavallo por parte del Congreso fue muy grande, incluso dentro del radicalismo en los sectores adherentes al alfonsinismo, pero De la Rúa lo apoyó y argumentó que «si no hay arreglo, llega el caos» que el ajuste debía hacerse sin demoras. Eso tampoco ayudó, y el continuo ajuste contraía más la economía en el marco de un contexto de recesión regional y global, que tampoco ayudaba a la Argentina a crecer.
En noviembre, De la Rúa inició una reestructuración de los compromisos de la deuda externa, esto bajaba los intereses del Megacanje del promedio 11,5 % al 7 %.
Otra de sus medidas fue establecer un impuesto del 21 % a la actividad teatral, con el repudio unánime de actores, empresarios y productores, por lo cual dio marcha atrás, sin embargo se aplicó para las entradas al cine, espectáculos de fútbol, a la venta de diarios y revistas.
En materia impositiva incorporó la devolución del 4,13 % del impuesto al valor agregado (IVA) para las compras con tarjeta menores a 1000 USD. En noviembre de 2001, Cavallo junto a su equipo económico integrado por Patricia Bullrich, ministra de Trabajo, anunciaron más ajustes. Se aprobó el impuesto a las operaciones bancarias, un recorte del 13 % en haberes previsionales que afectaron a 533 401 jubilados, recortes del 13 % sobre el salario de empleados estatales, y se emitió deuda por 3000 millones.

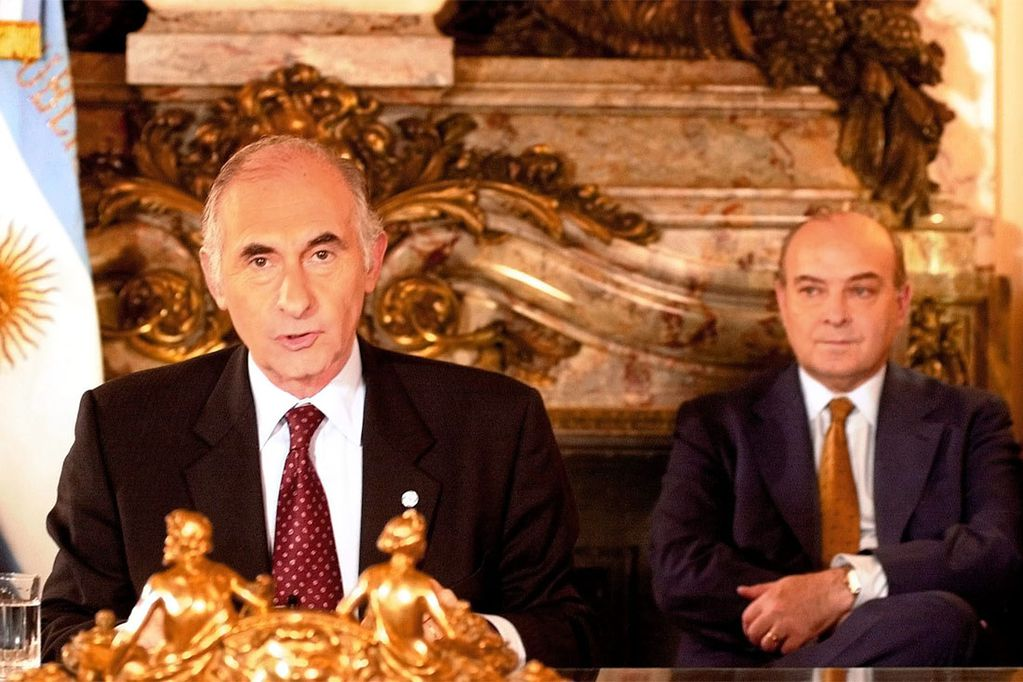
Mensaje de De la Rúa con Cavallo, noviembre de 2001

Hacia fines de ese mes, el agravamiento inusitado de la situación económica, con inversiones que se alejaban y una profunda desconfianza pública en el sistema financiero, se produjeron fuertes retiros de depósitos bancarios. Para frenarlos, Domingo Cavallo impuso restricciones que implicaban el congelamiento de los fondos depositados en los bancos, medida conocida como el «corralito». La medida fue promulgada el 1 de diciembre y permitía sólo una retirada de 250 pesos semanales, la prohibición de enviar dinero al exterior y la obligación de realizar la mayor parte de las operaciones comerciales mediante cheques, tarjetas de crédito o de débito, y preveía una duración por 90 días.
El corralito fue muy impopular y perjudicó todavía más a numerosos sectores de la economía argentina. El FMI, mientras, se negó a enviar 1260 millones con los que se había comprometido a colaborar en el marco del préstamo conocido como «Blindaje», argumentando que la Argentina no habría cumplido sus compromisos de «déficit cero».
Hacia el 19 de diciembre, la situación social se volvió incontrolable, con saqueos y desmanes en los puntos más importantes del país, por lo que esa noche Cavallo y el resto del gabinete pusieron sus renuncias a disposición del Presidente. Cavallo solicitó garantías a su seguridad personal. La renuncia fue aceptada por De la Rúa durante la madrugada.
Por la tarde del 20 de diciembre, Fernando de la Rúa presentó su renuncia. Algunos autores opinan que el plan de desestabilización fue orquestado y preparado incluso mucho antes de que Cavallo accediera al pedido de De la Rúa y luego que este se negara en forma terminante a abandonar la convertibilidad.
| Predecesor: Antonio Erman González | Ministro de Economía de Argentina 1 de marzo de 1991-6 de agosto de 1996 | Sucesor: Roque Fernández  |
| Predecesor: Ricardo López Murphy   | Ministro de Economía de Argentina 20 de marzo-19 de diciembre de 2001    | Sucesor: Jorge Capitanich |

### Actividad política posterior
En 2005 tuvo la intención de presentarse como candidato a diputado por la Capital Federal. Sin embargo, el escaso apoyo, incluso dentro de su partido, lo hizo desistir.
En 2013, Cavallo volvió a la actividad política al presentarse como precandidato a diputado nacional por la Provincia de Córdoba (Argentina), pero en las elecciones legislativas de 2013 obtuvo un pésimo resultado, apenas superando el 1 % de la preferencia de los sufragantes, en representación de la lista Es posible liderada por Alberto y Adolfo Rodríguez Saá.

## Historial electoral
|  | 43,89 % |

|  | 3,84 % |

|  | 10,22 % |

|  | 33,20 % |

## Causas judiciales

### Contrabando agravado y tráfico de armas
En febrero de 2002, Cavallo quedó detenido por la causa del tráfico de armas y contrabando agravado, para fines de marzo el magistrado que llevaba adelante la causa había prohibido a Cavallo salir del país por su presunta participación en el ilícito. La Sala I de la Cámara Federal de Casación Penal (Liliana Catucci, Carlos Mahiques y Eduardo Riggi) el 4 de octubre de 2018 decidió absolver a todos los acusados debido a que no se había cumplido el "principio del plazo razonable" para arribar a una condena firme.

### Megacanje
En 2014 fue absuelto en la causa en la que se investigaba la operación de canje de bonos múltiples realizada en 2001 conocida como "Megacanje". La fiscalía había pedido que sea condenado como autor penal responsable de negociaciones incompatibles con la función pública por haberse interesado en la operación de canje de bonos en miras a que los bancos obtuvieran un beneficio".

### Sobresueldos
Una de las causas contra el exministro fue por los llamados sobresueldos. En 2012 el juez Marcelo Martínez de Giorgi, a cargo del Juzgado Nacional en lo Criminal y Correccional Federal n.º 2, dispuso la elevación a juicio oral de una causa contra Carlos Menem y Cavallo por el pago de sobresueldos y maniobras delictivas entre 1989 y 1994, consistente en la presunta implementación y ejecución de un sistema que posibilitó la sustracción de fondos públicos en forma periódica por parte de funcionarios del Poder Ejecutivo Nacional. En el 2014, fue procesado junto con Oscar Camilión, Granillo Ocampo y la ex Secretaria de Medio Ambiente María Julia Alsogaray por el supuesto pago de sobresueldos durante el menemismo y peculado. Se los acusa de pagar sobresueldos entre 1989 y 1999. Las sumas provenían de partidas presupuestarias asignadas a “gastos reservados”.
En el 2015 fue condenado a tres años y seis meses de prisión e inhabilitación absoluta para ejercer cargos públicos. En diciembre de 2015, el Tribunal Oral Federal 4 condenó a cuatro años y seis meses de prisión al expresidente Menem y a tres años y medio a Cavallo, en la causa por cobro de sobresueldos. Sin condena firme, no iría a prisión. Uno de los jueces votó en disidencia por lo que Cavallo apeló.

### Venta del predio La Rural
En 2013, la justicia rechazó el pedido del exministro de Economía para cerrar una causa en la que está imputado por la venta a precio vil del predio ferial de Palermo en 1991 a la Sociedad Rural. Los camaristas Horacio Cattani y Eduardo Farah ratificaron un fallo de primera instancia del juez Sergio Torres. En síntesis, el tribunal consideró que la fecha para contar los plazos de la prescripción no debe tomarse desde la venta del predio sino desde 1999. El delito que se le imputa contempla una pena máxima de diez años. El 27 de diciembre de 2019 la Cámara Federal de Casación Penal resolvió sobreseerlo como consecuencia de las demoras propias de la Justicia.
Desde 2013 se encuentra imputado, junto a los ex intendentes porteños Carlos Grosso y Saúl Bouer, en una causa por haber vendido una plaza, frente a la terminal de trenes de la línea Mitre, sin la desafectación al “patrimonio del Estado” y por un valor muy inferior al del mercado. También estuvo imputado el expresidente Menem hasta su fallecimiento. En 2022, Carlos Grosso pidió la prescripción de la causa, que fue denegada.

## Libros
- 1984: Volver a crecer. Buenos Aires: Sudamericana-Planeta.
- 1986: El desafío federal. Escrito junto a Juan Antonio Zapata. Buenos Aires: Sudamericana-Planeta.
- 1989: Economía en tiempos de crisis. Buenos Aires: Sudamericana.
- 1989: La Argentina que pudo ser: Los costos de la represión económica. Escrito junto a Roberto Doménech y Yair Mundlak. Buenos Aires: Manantial.
- 1997: El peso de la verdad. Buenos Aires: Planeta.
- 2001: Pasión por crear. Escrito junto a Juan Carlos de Pablo. Buenos Aires: Planeta.
- 2008: Estanflación. Buenos Aires: Sudamericana.
- 2014: Camino a la Estabilidad. Buenos Aires: Sudamericana.
- 2018: Argentina's Economic Reforms of the 1990s in Contemporary and Historical Perspective
- 2018: Historia Económica de la Argentina. Buenos Aires: El Ateneo